# La Récolte des pommes de terre
La Récolte des pommes de terre est un tableau de Jean-Francois Millet, peint en 1855 et conservé au Walters Art Museum de Baltimore (Maryland).
Le thème de « la récolte des pommes de terre » a également été traité par Camille Pissarro (1874, Pontoise) et Vincent van Gogh (1883, La Haye).

## Histoire
Jean-François Millet a grandi en Normandie dans une famille d'agriculteurs. Après son apprentissage de peintre, il consacra son art à l'illustration de paysans travaillant la terre. Ses sujets sont souvent tirés des environs de Barbizon ou de souvenirs de jeunesse.
Dans les années 1850, Jean-François Millet a commencé à intégrer ses sujets dans des paysages. La Récolte des pommes de terre est l'une des neuf œuvres qui lui valurent une renommée internationale à l'Exposition universelle de Paris en 1867.

## Composition
La Récolte de pommes de terre dépeint le labeur des paysans dans la plaine située entre Barbizon et Chailly-en-Bière (département de Seine-et-Marne).
La technique de Millet pour cette œuvre utilise des pigments pâteux appliqués en couches épaisses sur une toile à texture grossière.